# Konstabel i forsvaret
|  | Denne artikel er oprettet af botten Steenthbot ud fra en ekstern database. Den kan derfor have sproglige fejl eller mangler. Denne skabelon kan fjernes efter kontrol af indholdet. |

Konstabel i forsvaret er en dansk dokumentarfilm fra 1963 instrueret af Henning Ørnbak efter eget manuskript.

## Handling
Filmen understreger betydningen af at have frivilligt, specialuddannet mandskab til betjening af det komplicerede og kostbare materiel, forsvaret i dag råder over.